# 拉丰特登卡罗斯
拉丰特登卡罗斯，是西班牙巴伦西亚自治区巴伦西亚省的一个市镇。总面积10平方公里，总人口3190人（2001年），人口密度319人/平方公里。